# Bill Cantrell
Willard (Bill) Cantrell (West Point, 31 januari 1908 – Madison, 22 januari 1996) was een Amerikaans autocoureur.
Hij schreef zich in totaal voor één Formule 1-race (de Indianapolis 500 van 1950). Op 30 mei 1950 reed hij zijn enige 108 rondjes in het Formule 1-circuit. Hij viel uit met een oliedrukprobleem en behaalde de 27e positie in de eindklassering. Aan de Indianapolis 500 van 1948 en 1949 deed Cantrell ook mee, maar toen maakte de Indy 500 niet deel uit van de Formule 1-cyclus.